# Masdevallia strobelii
Masdevallia strobelii là một loài thực vật có hoa trong họ Lan. Loài này được H.R.Sweet & Garay mô tả khoa học đầu tiên năm 1966.

## Hình ảnh

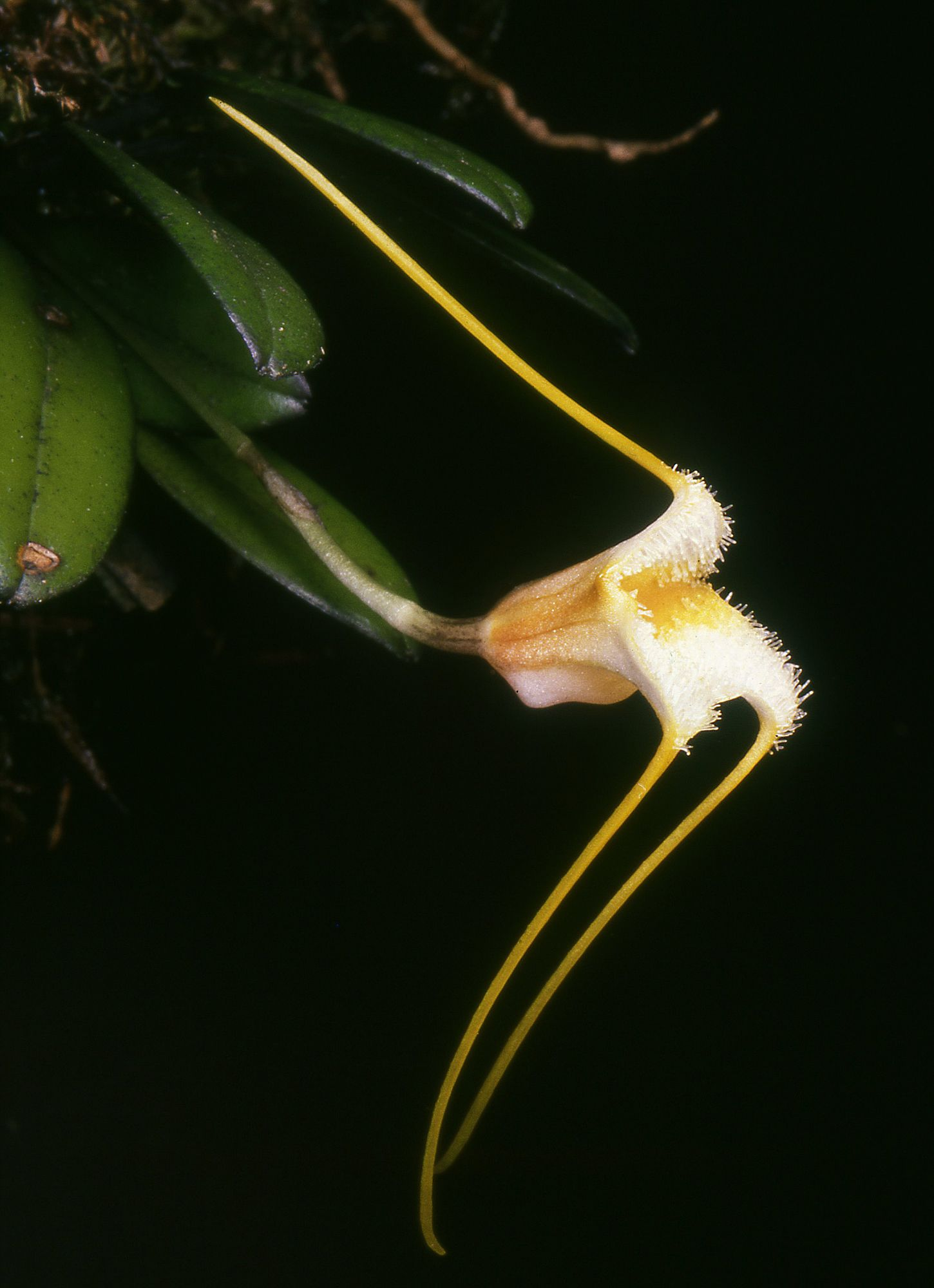